# Begonia hitchcockii
Begonia hitchcockii é uma espécie de Begonia, nativa do Equador.